# Estadio Municipal Roberto Bravo Santibáñez
El Estadio Municipal Roberto Bravo Santibáñez se ubica en la ciudad de Melipilla en la Región Metropolitana de Santiago, Chile; en la intersección de las calles Ortúzar y Manuel Benítez. Fue inaugurado en mayo de 1942 por el alcalde de ese año don Roberto Bravo Santibáñez. Tiene una capacidad de 6500 espectadores. 
En agosto próximo se dará comienzo a su total remodelación.
En él se disputan los partidos de local de Deportes Melipilla, que actualmente milita en la Primera B y de Pumas FC, que militó en la Tercera División B durante el año 2023. El año 2010 hizo de local en este estadio el elenco de Santiago Morning. Los microbuseros ocuparon este recinto en 1982 y regresaron luego de 27 años haciendo localía, en diferentes recintos del área metropolitana.
En 2008, La Selección Chilena Sub-17 Femenina, jugó en este estadio un Sudamericano.
En 1985, fue hecho en dicho recinto el Chile ayuda a Chile en 8 y 9 de marzo, después del terremoto de 3 de marzo, que recaudó 500 camiones de surtimientos en tan solo 30 horas.
En el año 2018 finalmente llegó el anhelado proyecto de remodelación del estadio por parte de las autoridades correspondientes, dando un monto estimado a los $4900 000 000 para el proyecto de remodelación que consta de tribunas con asiento butacas con una estimación de 3100 espectadores, pista atlética de alto nivel, estacionamiento.
Se espera que en la primera quincena del mes de agosto, se comience con las obras de remodelación del Estadio Municipal Roberto Bravo Santibáñez. Dicha remodelación, se daría por etapa y se estima que la primera etapa de las obras, terminen en el año 2022.

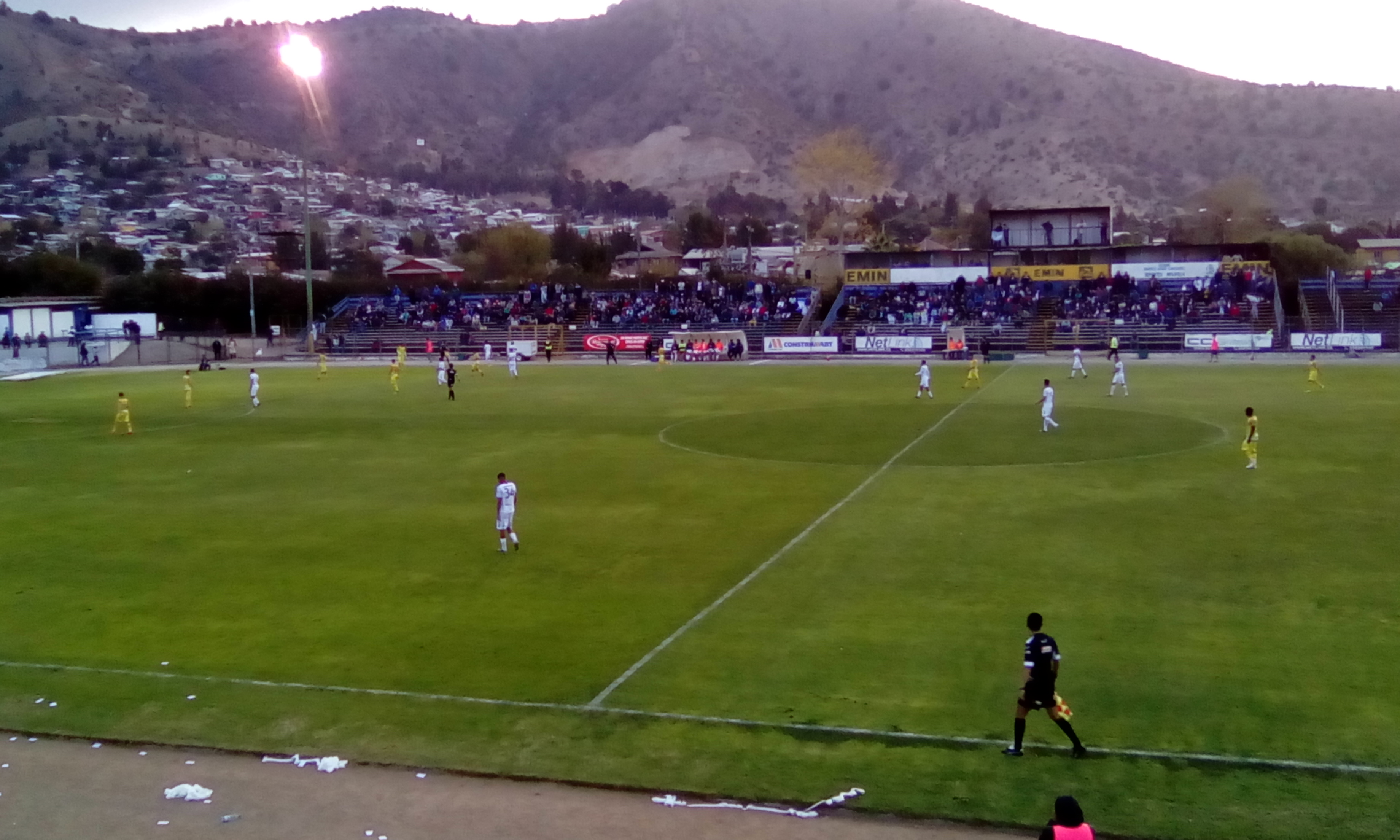
antiguo estadio